# СМК (танк)
СМК (від Сергій Миронович Кіров) — експериментальний радянський важкий танк кінця 1930-х років. Один з останніх радянських танків багато баштової компоновки (озброєння розташовувалося у двох баштах). Послужив базою для розробки важкого танка КВ. Разом з однотипним йому дослідним важким танком Т-100 та дослідним зразком танка КВ проходив фронтові випробування під час фінської війни — використовувався в боях на лінії Маннергейма, де підірвався на міні і згодом був евакуйований. За підсумками порівняльних випробувань, що виявили явні переваги танка КВ, СМК не був прийнятий на озброєння (хоча спочатку був рекомендований для прийняття на озброєння РСЧА) та серійно не випускався.

## Історія створення
1937 року КБ Харківського паровозобудівного заводу (ХПЗ) отримало завдання на проектування нового важкого танка прориву на базі Т-35. Згідно з вимогами автобронетанкового управління (АБТУ), затвердженим 5 листопада 1937 року, передбачалося створити трибаштову машину масою 50 — 60 т з бронею в 75 — 45 мм, озброєну однією 76-мм, двома 45-мм гарматами, двома кулеметами ДК та шістьма ДТ. У новому танку передбачалося використовувати трансмісію та ходову частину від Т-35. Однак КБ ХП3, і без того не мало значних сил для такої складної роботи, було значно послаблено репресіями, що торкнулися головним чином найбільш кваліфікованих інженерів. Тому, незважаючи на численні вимоги АБТУ, до початку 1938 конструктори ХПЗ зуміли лише провести ескізне опрацювання шести варіантів нового танка, які розрізнялися лише розміщенням озброєння. У квітні 1938 р. для прискорення проектування нового важкого танка прориву АБТУ підключило до цієї роботи Кіровський завод з його потужною виробничою базою та досвідом серійного виробництва Т-28, а також завод № 185 ім. Кірова, кадри якого, в свою чергу, мали багатий досвід з розробки нових зразків бойових машин. Перший завод проектував танк СМК (провідний інженер — О. С. Єрмолаєв), другий — виріб 100 (Т-100; провідний інженер — Е. Ш. Палей). До серпня 1938 р., не маючи договорів на виготовлення нових машин, заводи вели, головним чином, ескізне проектування. Повним ходом роботи розгорнулися лише після Постанови Комітету Оборони при РНК СРСР № 198сс від 7 серпня 1938 р., у якому встановлювалися жорсткі терміни виготовлення нових зразків танків: СМК — до 1 травня 1939 р., Т-100 — до 1 червня 1939 р. Вже через два місяці — 10 і 11 жовтня — комісія під головуванням помічника начальника АБТУ військового інженера 1-го рангу Коробкова розглянула креслення та дерев'яні макети в натуральну величину танків СМК і Т-100. Незважаючи на ряд відхилень від заданих тактико-технічних вимог (зокрема, замість підвіски по типу Т-35 зі спіральними пружинами на СМК використовувалися торсіонні вали, а на Т-100 — балансири з пластинчастими ресорами) макетна комісія дала добро на виготовлення дослідних зразків танків по пред'явлених кресленням та макетам. 9 грудня 1938 р. проекти нових важких танків розглядалися на спільному засіданні Політбюро ЦК ВКП (б) та Комітету Оборони. За вказівкою Й. В. Сталіна, для полегшення маси танків число башт на них скоротили до двох. У січні 1939 р. почалося виготовлення танків у металі. Перший пробний виїзд по двору заводу СМК зробив 30 квітня. Після заводської обкатки машини були передані на полігонні випробування, що почалися в ніч з 31 липня на 1 серпня. 20 вересня СМК брали участь в урядовому показі серійних та дослідних танків, що проходив на полігоні в Кубинці під Москвою. На ньому були присутні К. Є. Ворошилов, А. О. Жданов, М. А. Вознесенський, А. І. Мікоян, Д. Г. Павлов, І. А. Лихачов, В. А. Малишев та інші. До кінця листопада 1939 р. пробіг СМК склав 1700 км. З початком радянсько-фінської війни танк був знятий з полігонних випробувань та направлений на фронт для перевірки в бойовій обстановці. Ці випробування проводилися силами заводських водіїв, для чого було отримано спеціальний дозвіл з Москви. Робітники, відібрані для цієї мети, пройшли спеціальну короткострокову підготовку з водіння машин, навчанню стрільби з гармати, кулемета, а також і іншим навичкам, необхідним в бою.

## Конструкція
Спочатку танк повинен був мати 3 башти з гарматно-кулеметним озброєнням, розташовані не по поздовжній осі корпусу, а зі зміщенням: передня — вліво, а задня — вправо. Передня башта могла повертатися на 270 °, а задня — на 290 °, що звужувало «мертву зону» вогню до 440 м² — найменшу з усіх розглянутих варіантів. Усі башти оснащувалися перископами для спостереження. У процесі обговорення макета та проекту танка на засіданні ЦК ВКП (б) та Комітету Оборони в грудні 1938 року Сталін запропонував відмовитися від задньої малої башти, а за рахунок вивільненої маси збільшити товщину броні. Відмінною особливістю танка стало двох'ярусне розміщення гарматного озброєння у двох баштах.

### Озброєння та броня
Дослідний зразок танка, що проходив заводські випробування на початку літа 1939 року мав на великій башті кормовий крупнокаліберний кулемет ДК, який потім був замінений на ДТ. 75-мм броньовий захист міг витримати вогонь 37 — 47-мм протитанкових гармат на будь-якій дистанції, а озброєння забезпечувало масований та високоманевренний круговий вогонь.

## Бойове застосування
Танк призначався для якісного посилення загальновійськових з'єднань при прориві особливо сильних та завчасно укріплених оборонних смуг противника та заміни важкого танка Т-35. Дослідний зразок брав участь у бойових діях на Карельському перешийку під час Фінської війни. Його перший бій відбувся 17 грудня 1939 р. в районі фінського укріпрайону Хоттінен. На третій день боїв, прорвавшись в глибину фінських укріплень та рухаючись на чолі танкової колони, СМК наїхав на купу ящиків, під якими знаходився замаскований фугас. Вибухом пошкодило лінивець та гусеницю, і танк встав. Т-100 став поруч, прикривши підбитий СМК. Користуючись цим, екіпаж СМК намагався протягом кількох годин поставити машину на хід. Однак зробити цього не вдалося, і СМК довелося залишити на нейтральній смузі. Екіпаж був евакуйований, але сам танк простояв за лінією фронту до кінця лютого. Втрата дослідного танка викликала гнів у начальника АБТУ Д. Г. Павлова. За його особистим наказом 20 грудня 1939 р. для порятунку секретної бойової машини були виділені рота 167-й мсб і 37-а саперна рота, посилені двома гарматами та сімома танками Т-28. Командував загоном капітан Никуленко. Загону вдалося прорватися за фінські надовби на 100–150 м, де він був зустрінутий сильним артилерійсько-кулеметним вогнем. Втративши вбитими та пораненими 47 осіб, загін відійшов на вихідні позиції, не виконавши наказу. Пошкоджений СМК простояв у глибині фінських позицій до кінця лютого 1940 р. Оглянути його вдалося лише 26 лютого, після прориву головної смуги лінії Маннергейма. На початку березня 1940 р. СМК за допомогою шести танків Т-28 відбуксирували на станцію Перк-Ярви і в розібраному вигляді відправили на Кіровський завод. За завданням АБТУ РСЧА завод повинен був відремонтувати танк і передати його на зберігання в підмосковну Кубинку. Але з ряду причин ремонт зроблений не був. СМК пролежав на задвірках заводу до 1950-х рр.., Після чого пішов в переплавку.

## Оцінка машини
В цілому танк відповідав оперативно-тактичним вимогам свого часу. За показниками бронювання, озброєння, тягово-швидкісних якостях, прохідності, маневреності та запасу ходу перевершував важкий танк Т-35. Проте були й недоліки: велика маса, значні розміри та численний екіпаж.